# منوچهر خلیلی

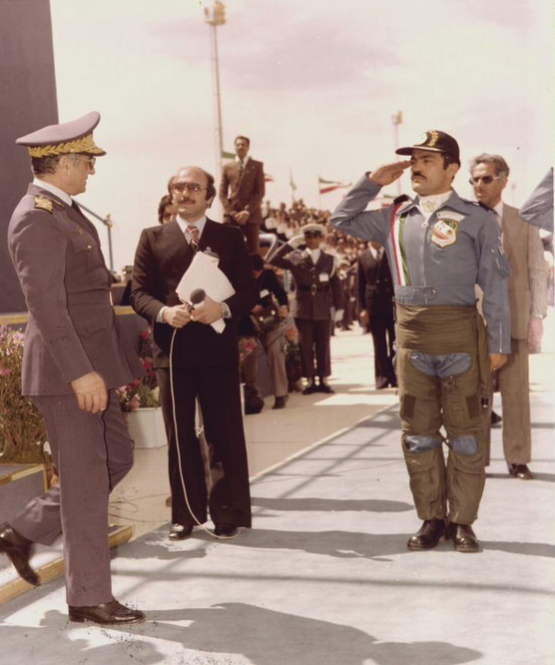
منوچهر خلیلی، لیدر تیم آکروجت تاج طلایی، در حین ادای سلام نظامی به شاه در پایگاه خاتمی اصفهان - آبان ۱۳۵۵ خورشیدی.

منوچهر خلیلی‌زاده، سرهنگ نیروی هوایی شاهنشاهی ایران، خلبان جنگنده و لیدر تیم آکروجت تاج طلایی بود. وی فرمانده گردان ۲۱ شکاری پایگاه تبریز بود.
پس از انقلاب ۱۳۵۷ ایران در سال ۱۳۵۸ سرهنگ منوچهر خلیلی خود را بازخرید کرده و به‌همراه خانواده‌اش به کشور انگلستان مهاجرت کرد. وی پدر ماه‌چهره خلیلی، بازیگر ایرانی بود.